# Communauté de communes de la Beauce Loirétaine
La communauté de communes de la Beauce Loirétaine est une communauté de communes française située dans le département du Loiret en région Centre-Val de Loire.

## Histoire
À la fin des années 2000, plusieurs rapports font état de la multiplicité des acteurs dans le domaine de la gestion publique, de la faible lisibilité de l'organisation territoriale, de la parcellisation des compétences entre les différentes groupements communaux et de la complexité des financements. La réforme des collectivités territoriales de 2010 tente d'apporter une réponse à cette problématique avec la loi no  2010-1563 du 16 décembre 2010 et définit trois objectifs principaux en ce qui concerne l'intercommunalité : achever la carte intercommunale d'ici au 31 décembre 2013, rationaliser les périmètres existants et simplifier l'organisation intercommunale actuelle. L'article 35 de la loi vise en particulier à constituer des EPCI à fiscalité propre capables de porter des projets communs de développement, regroupant au moins 5 000 habitants. 
Avec une population de 15 630 habitants, les deux cantons d'Artenay et de Patay non couverts par un EPCI à fiscalité propre jusqu'alors, constituent un périmètre pertinent pour créer une nouvelle communauté de communes. Ils appartiennent en outre au même syndicat de pays Loire Beauce. Cette solution d'une intercommunalité à l'échelle des deux cantons correspond aux souhaits exprimés par la majorité des communes concernées (18 des 23 maires). Le schéma départemental de coopération intercommunale du Loiret approuvé le 26 décembre 2011 propose donc cette fusion. Après instruction la communauté de communes de la Beauce loirétaine est créée le 26 décembre 2012.
Toujours dans une perspective de renforcer les intercommunalités, la loi du 7 août 2015 portant nouvelle organisation territoriale de la République, dite loi NOTRe, augmente le seuil démographique minimal de 5 000 à 15 000 habitants, sauf exceptions. La communauté de communes de la Beauce loirétaine n'est pas concernée et son périmètre demeure inchangé. La loi change en outre les compétences obligatoires et optionnelles des communautés de communes, ce qui a par contre un impact sur les compétences de la communauté de communes de la Beauce loirétaine.

## Géographie

### Géographie physique
Située à l'ouest du département du Loiret, la communauté de communes de la Beauce loirétaine regroupe 23 communes et présente une superficie de 398,7 km2.

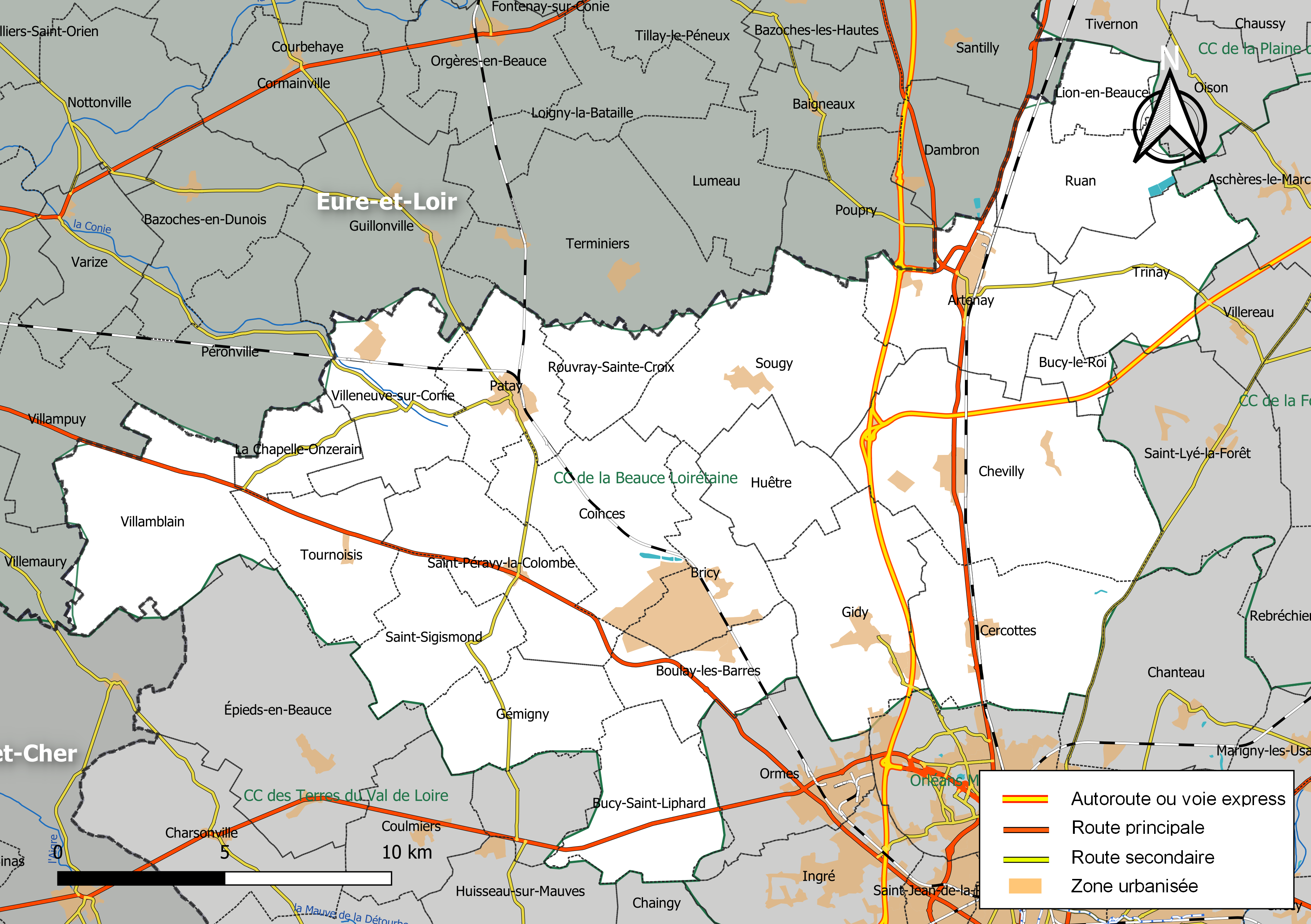
Carte de la communauté de communes de la Beauce loirétaine au 1er janvier 2019.

### Composition
La communauté de communes est composée des 23 communes suivantes :

| Nom                     | Code Insee | Gentilé         | Superficie (km2) | Population (dernière pop. légale) | Densité (hab./km2) |
| ----------------------- | ---------- | --------------- | ---------------- | --------------------------------- | ------------------ |
| Patay (siège)           | 45248      | Patichons       | 13,8             | 2 341 (2022)                      | 170                |
| Artenay                 | 45008      | Artenaysiens    | 20,5             | 2 009 (2022)                      | 98                 |
| Boulay-les-Barres       | 45046      | Boulaysiens     | 12,45            | 1 061 (2022)                      | 85                 |
| Bricy                   | 45055      | Bricyois        | 12,66            | 542 (2022)                        | 43                 |
| Bucy-le-Roi             | 45058      | Bucyois         | 4,58             | 177 (2022)                        | 39                 |
| Bucy-Saint-Liphard      | 45059      | Bucéens         | 17,84            | 208 (2022)                        | 12                 |
| Cercottes               | 45062      | Cercottois      | 24,24            | 1 477 (2022)                      | 61                 |
| La Chapelle-Onzerain    | 45074      | Chapellois      | 7,06             | 110 (2022)                        | 16                 |
| Chevilly                | 45093      | Chevillois      | 41,76            | 2 653 (2022)                      | 64                 |
| Coinces                 | 45099      | Coinçois        | 21,63            | 498 (2022)                        | 23                 |
| Gémigny                 | 45152      | Gémignois       | 14,17            | 218 (2022)                        | 15                 |
| Gidy                    | 45154      | Gidéens         | 23,91            | 2 015 (2022)                      | 84                 |
| Huêtre                  | 45166      | Huêtrais        | 13,15            | 282 (2022)                        | 21                 |
| Lion-en-Beauce          | 45183      | Lionnais        | 7                | 122 (2022)                        | 17                 |
| Rouvray-Sainte-Croix    | 45262      | Rouvraisiens    | 9,47             | 136 (2022)                        | 14                 |
| Ruan                    | 45266      | Ruanais         | 16,26            | 205 (2022)                        | 13                 |
| Saint-Péravy-la-Colombe | 45296      | Saint-Péraviens | 18,96            | 768 (2022)                        | 41                 |
| Saint-Sigismond         | 45299      | Matondus        | 14,93            | 270 (2022)                        | 18                 |
| Sougy                   | 45313      | Sougycois       | 28,25            | 835 (2022)                        | 30                 |
| Tournoisis              | 45326      | Tournois        | 14,94            | 383 (2022)                        | 26                 |
| Trinay                  | 45330      | Trinayais       | 17,22            | 210 (2022)                        | 12                 |
| Villamblain             | 45337      | Villamblainois  | 25,95            | 279 (2022)                        | 11                 |
| Villeneuve-sur-Conie    | 45341      | Villeneuvois    | 17,97            | 192 (2022)                        | 11                 |

## Administration

### Siège
Le siège de la communauté de communes est situé à Gidy.

### Les élus
La communauté de communes est gérée par un conseil communautaire composé de membres délégués des conseils municipaux des communes adhérentes élus pour une durée de six ans. Ce conseil est constitué de titulaires et 16 suppléants, répartis comme suit :
| Nombre de délégués | Communes                 |
| ------------------ | ------------------------ |
| 6                  | Chevilly                 |
| 5                  | Patay                    |
| 4                  | Gidy, Artenay            |
| 3                  | Cercottes                |
| 2                  | Boulay-les-Barres, Sougy |
| 1                  | Les autres communes      |

| Commune                 | Administration          | Administration         | Administration         |
| Commune                 | Maire élu               | Nb délégués titulaires | Nb délégués suppléants |
| ----------------------- | ----------------------- | ---------------------- | ---------------------- |
| Gidy                    | Benoit Perdereau        | 4                      | 0                      |
| Artenay                 | David JACQUET           | 4                      | 0                      |
| Boulay-les-Barres       | Pascale Minière         | 2                      | 0                      |
| Bricy                   | Louis-Robert Perdereau  | 1                      | 1                      |
| Bucy-le-Roi             | Gervais Greffin         | 1                      | 1                      |
| Bucy-Saint-Liphard      | Yves Pinsard            | 1                      | 1                      |
| Cercottes               | Martial Savoure-Lejeune | 3                      | 0                      |
| Chevilly                | Bernard Texier          | 6                      | 0                      |
| Coinces                 | Lucien Hervé            | 1                      | 1                      |
| Gémigny                 | Joel Caillard           | 1                      | 1                      |
| Huêtre                  | Thierry Bracquemond     | 1                      | 1                      |
| La Chapelle-Onzerain    | Gilles Moreau           | 1                      | 1                      |
| Lion-en-Beauce          | Christian Morize        | 1                      | 1                      |
| Patay                   | Marc Leblond            | 5                      | 0                      |
| Rouvray-Sainte-Croix    | Christophe Llopis       | 1                      | 1                      |
| Ruan                    | Didier Vannier          | 1                      | 1                      |
| Saint-Péravy-la-Colombe | Jean-Bernard Vallot     | 1                      | 1                      |
| Saint-Sigismond         | Isabelle Boissiere      | 1                      | 1                      |
| Sougy                   | Eric David              | 2                      | 0                      |
| Tournoisis              | Gérard Huchet           | 1                      | 1                      |
| Trinay                  | Serge Gombault          | 1                      | 1                      |
| Villamblain             | Thierry Claveau         | 1                      | 1                      |
| Villeneuve-sur-Conie    | Michel Thomain          | 1                      | 1                      |

### Présidence
Le 7 janvier 2013, le conseil communautaire se réunit pour la première fois et élit son premier président, Jean-Michel Lopes, maire de Gidy.
Le conseil communautaire du 22 avril 2014 a élu un nouveau président, Thierry Bracquemond, maire de Huêtre, et désigné ses 4 vice-présidents qui sont : 
1. Lucien Hervé , maire de Coinces ;
2. Hubert Jolliet, adjoint à Chevilly ;
3. Isabelle Rosier, adjointe à Patay ;
4. David Jacquet, maire d'Artenay.

Ils forment ensemble l'exécutif de l'intercommunalité pour le mandat 2014-2020.
| Période      | Période   | Identité            | Étiquette | Qualité                      |
| ------------ | --------- | ------------------- | --------- | ---------------------------- |
| Janvier 2013 | Mars 2014 | Jean-Michel Lopes   |           | Maire de Gidy                |
| Avril 2014   | En cours  | Thierry Bracquemond | DVD       | Agriculteur. Maire de Huêtre |

### Sources
- Le SPLAF (Site sur la population et les limites administratives de la France)
- La base ASPIC
- La BANATIC